# Lalage maculosa
Lalage maculosa là một loài chim trong họ Campephagidae.